# 하야테노고토쿠!
《하야테처럼!》(ハヤテのごとく! 하야테노고토쿠![*])은 KOTOKO의 8번째 싱글 앨범이다. 트랙1의 '하야테처럼!'의 경우, 애니메이션 《하야테처럼!》의 1,2기 오프닝곡으로도 사용되었다.

## 개요
- 통상판과 초회한정판 2종류가 존재. 초회한정판에는 PV와 메이킹 필름 영상이 수록된 DVD가 동봉되어 있다. PV에 출연한 댄스의 수는 역대 최고 인원.

- 텔레비전 애니메이션 《하야테처럼!》의 주제가로 쓰인 곡으로 2007년 당시로서는 이례적으로 애니메이션 이름과 동명곡이다.[1]

- 애니메이션에 사용된 쪽은 애니메이션 전용 숏컷 버전.[2]

- 4집 앨범 《엡실론의 방주》에도 수록

## 수록곡
1. ハヤテのごとく! [4:23]
작사 : KOTOKO/작곡・편곡 : 다카세 가즈야高瀬一矢
테레비 도쿄계 애니메이션 《하야테처럼!》 전기 오프닝 테마
2. 泣きたかったんだ [6:48]
작사・작곡 : KOTOKO/편곡 : C.G mix
3. ハヤテのごとく! (Instrumental)
4. 泣きたかったんだ (Instrumental)

## 같이 보기
- 칠전팔기☆지상주의!
- 하야테처럼! (애니메이션)